# The Beginning (musikalbum)
The Beginning är debutalbumet för den maltesisk-svenske sångaren Kevin Borg, utgivet 2009. Borg vann chansen att göra ett eget album, efter att ha vunnit den svenska talangserien Idol 2008. Albumet fick generellt sett svala recensioner. 

## Låtar
1. Street Lights
2. A Hundred Different Ways
3. Ready to Fly
4. The Light You Leave On
5. Paint It Black
6. Beating Me Up
7. The Last Words
8. Runegod
9. 3rd Wonder
10. Kisses I Wanna Give Ye
11. My Love
12. With Every Bit of Me

## Listplaceringar
| Lista (2009) | Topplacering |
| ------------ | ------------ |
| Sverige      | 3            |

### Fotnoter
1. ↑  ”The Beginning”. Svensk mediedatabas. 29 mars 2009. http://smdb.kb.se/catalog/id/002462087. Läst 21 november 2014.
2. ↑  Kritiker.se Sammanställning av recensioner på kritiker.se. Läst 30 juli 2009.
3. ↑  ”The Beginning”. Swedishcharts. 29 mars 2009. http://www.swedishcharts.com/showitem.asp?interpret=Kevin+Borg&titel=The+Beginning&cat=a. Läst 21 november 2014.